# Lincoln Mark Series

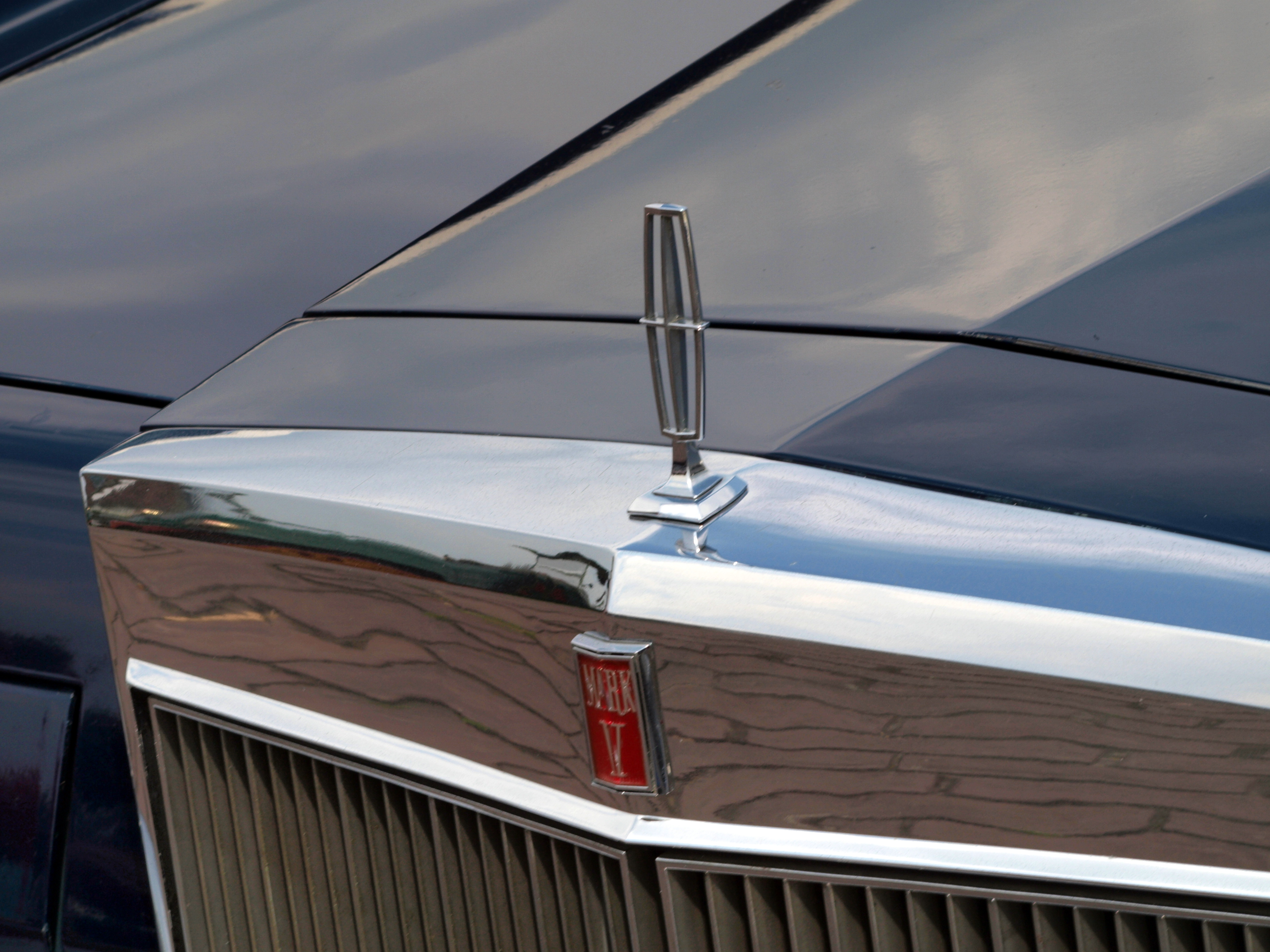
Markentypischer Kühlergrill (hier: Continental Mark V, 1977)

Unter der Bezeichnung Lincoln Mark Series (anfänglich: Continental Mark Series) wird eine Reihe exklusiver Coupés/Limousinen der Oberklasse (Personal luxury cars) zusammengefasst, die der amerikanische Automobilhersteller Ford in der Zeit von 1956 bis 1960 und von 1969 bis 1998 anbot. Die Fahrzeuge waren in der Modellhierarchie jeweils oberhalb der regulären Lincoln-Modelle angesiedelt; sie waren zumeist – aber nicht immer – die teuersten Personenwagen der Ford Motor Company.
Die Bezeichnung der Modelle ist über die Jahre nicht einheitlich und gibt in mehrerlei Hinsicht zu Verwechslungen Anlass. Zumeist wurden die Autos nicht als Lincoln, sondern als Continental verkauft.
Die Fahrzeuge der Mark-Series waren regelmäßig Coupés, nur in einzelnen Modelljahren waren alternativ auch Limousinen und Cabriolets lieferbar. Ab 1969 konkurrierten die Mark-Coupés im Segment der sog. Personal Luxury Cars mit dem Cadillac Eldorado, in einigen Jahren auch mit dem Chrysler Imperial. In den USA gelten die Modelle der Mark-Series als die Verkörperung des amerikanischen Luxuscoupés. Die Produktion der letzten Mark-Coupés endete im Modelljahr 1998, nachdem die Nachfrage erheblich gesunken war. Im Modelljahr 2002 wurde die Produktion des Cadillac Eldorado ebenfalls eingestellt, und das Kapitel der Amerikanischen Personal Luxury Coupés war vorerst abgeschlossen.
Besonderes Gestaltungsmerkmal aller Mark-Modelle ist die große Auswölbung des Kofferraumdeckels (deck lid hump), durch die der Eindruck erweckt wird, als befände sich darunter ein stehend montiertes Reserverad. Dies war eine Hommage an die erste Serie, welche tatsächlich noch ein Reserverad in einer Metallhülle am Heck trug, was dann bei keinem späteren Modell mehr der Fall war. Die markenprägende Wirkung war jedoch so stark, dass Umbausätze anderer Automobilhersteller, welche die tatsächliche Montage eines Reserverades hinter oder auf den Kofferraumdeckel erlaubten, als „Continental-Kit“ bezeichnet wurden.

## Nomenklatur
Die Wagen der Mark Series wurden von Ford zumeist nicht als Lincoln bezeichnet, obwohl sie überwiegend von der Lincoln-Mercury Division hergestellt wurden. Als Marken- und Modellbezeichnung führten sie bis in die 1980er Jahre hinein allein den Begriff Continental, ergänzt um einen in römischen Ziffern geschriebenen Zusatz (Mark II bis Mark VIII).
Die Entscheidung, die Mark-Coupés als Continental und nicht als Lincoln zu vermarkten, hat ihren Ursprung in der Continental Division, einer Tochter der Ford Motor Company, die zwischen 1955 und 1960 existierte und den ersten Nachkriegs-Mark produzierte. An diese Tradition sollten alle späteren Modelle anknüpfen, auch wenn die Continental Division bereits 1960 von Lincoln übernommen worden war und in der Unternehmensstruktur nicht mehr eigenständig in Erscheinung trat. In der Literatur werden dementsprechend üblicherweise nur die Modelle der Jahrgänge 1956 bis 1960 als Continentals aufgeführt, während die neue, 1969 aufgelegte Mark-Series den Lincoln zugeordnet wird.
Die für die Mark-Series verwendete Nomenklatur ist in mehrfacher Hinsicht irreführend. Problematisch ist zunächst, dass auch Lincolns Standardmodelle ab 1961 den Begriff Continental verwendeten. Dort aber war Continental lediglich eine Modellbezeichnung, die mit dem Markenzusatz Lincoln verbunden war. Diese Fahrzeuge hießen also Lincoln Continental.
Ab 1983 wurden dann auch die Fahrzeuge der Mark-Series als Lincoln Continental Mark VII bzw. Mark VIII bezeichnet.
Ferner war auch die Nummerierung der einzelnen Mark-Coupés nicht frei von Widersprüchen. Im Modelljahr 1958 erschien ein Continental Mark III, der auf dem Lincoln Premiere basierte und als Limousine, Coupé und Cabriolet angeboten wurde. Sein Nachfolger im Modelljahr 1959 hieß Continental Mark IV, und die 1960er Version wurde als Continental Mark V bezeichnet. Als Lincoln 1969 ein neues Personal Luxury Car vorstellte, erhielt dieses Modell (erneut) die Bezeichnung Continental Mark III. Ford wollte damit an den inzwischen legendären Mark II von 1956 anknüpfen; zugleich wurden die schweren Lincoln-Ableger der Jahre 1958 bis 1960 gleichsam aus der Unternehmensgeschichte ausgeblendet. Die Mark III- bis Mark V-Modelle der Jahre 1958 bis 1960 werden deshalb in der amerikanischen Automobilliteratur gelegentlich als „The lost Marks“ bezeichnet.

## Modellgeschichte

### Die ersten Modelle (1940–1948)

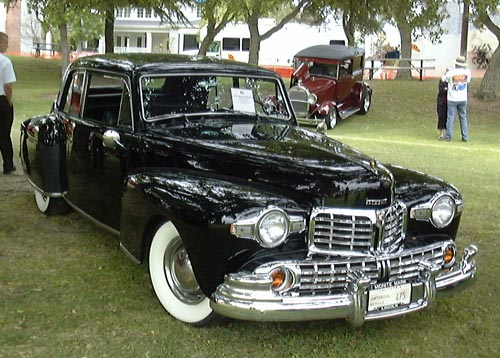
Lincoln Continental (1948)

Die Bezeichnung Continental wurde erstmals 1940 für eine Ausstattungsvariante des Lincoln Zephyr (einer Limousine) verwendet. Der Wagen wurde ab 1940 als Coupé und als Cabriolet gefertigt. Durch mangelnde Kapazitäten wurde während des Zweiten Weltkriegs die Produktion unterbrochen und nach 1946 dann wieder fortgeführt. Obwohl der Wagen von Sammlern gerne als Mark I bezeichnet wird, kam die Bezeichnung Mark erst mit dem Erscheinen des Mark II auf. Die Bezeichnung des Wagens lautete einfach Lincoln Continental. Im Erscheinungsjahr 1940 lautete die Bezeichnung Lincoln Zephyr Continental für beide Karosserievarianten. Es existieren auch Hinweise und Fotos von einem 39er Continental. Hierbei handelt es sich um Fotos des Prototyps, welcher von Edsel Ford gefahren wurde. Von 1940 bis 1948 entstanden insgesamt 2277 Cabriolets und 3047 Coupés.

### Continental Mark II (1955–1957)

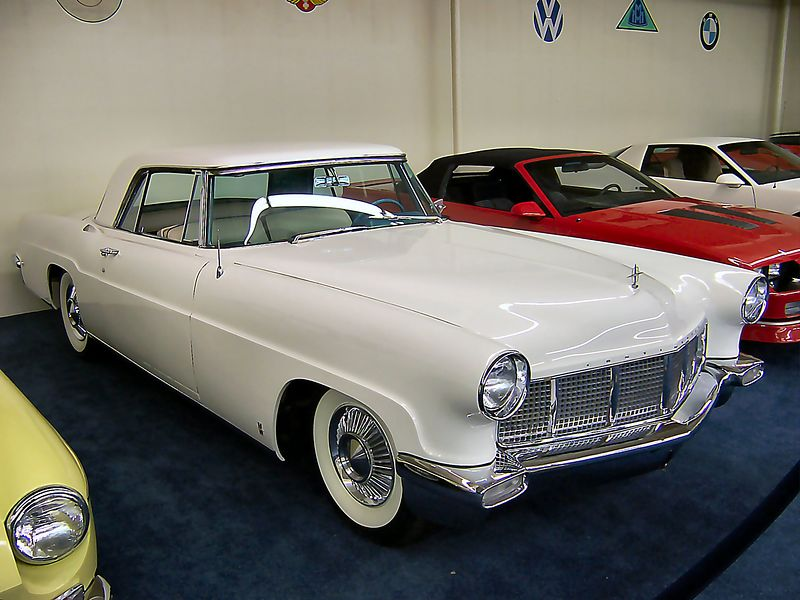
Continental Mark II

Der Continental Mark II wurde 1955 bis 1957 als Spitzenmodell des Ford-Konzerns von der eigens zu diesem Zweck eingerichteten Sparte Continental gebaut. Die Modellbezeichnung sollte den Wagen mit dem Lincoln Continental der Jahre 1939 bis 1948 in eine übergeordnete Linie stellen, einem allgemein anerkannten stilistischen Meisterwerk seiner Zeit.
Konzipiert war der Continental Mark II nicht als größtes oder stärkstes, sondern als luxuriösestes und elegantestes US-amerikanisches Auto der Zeit. Während konkurrierende Marken damals mit Chrom und Heckflossen experimentierten, wirkte der Mark II mit seiner sauberen, zurückhaltenden Linienführung fast schon europäisch. Der Continental Mark II war zwar offiziell kein Lincoln, sondern ein Continental, wurde aber über ausgewählte Lincoln-Händler verkauft und dort gewartet. Auch der 6,0-Liter-V8 und das Getriebe stammten aus dem Lincoln-Regal.
Der Mark II wurde nach strengsten Maßstäben überwiegend von Hand gefertigt; mehrere Lackschichten wurden von Hand poliert. Aufgrund der aufwändigen Herstellung kostete der Mark II 10.000 US-Dollar und damit so viel wie ein damaliger Rolls-Royce oder zwei Cadillacs.
Berühmte Mark II-Käufer waren Elvis Presley, Frank Sinatra und der Schah von Persien.
Vom Mark II wurden bis Sommer 1957 1.769 Coupés und zwei Cabriolets gebaut.

### Continental Mark III bis V (1958–1960): The lost Marks

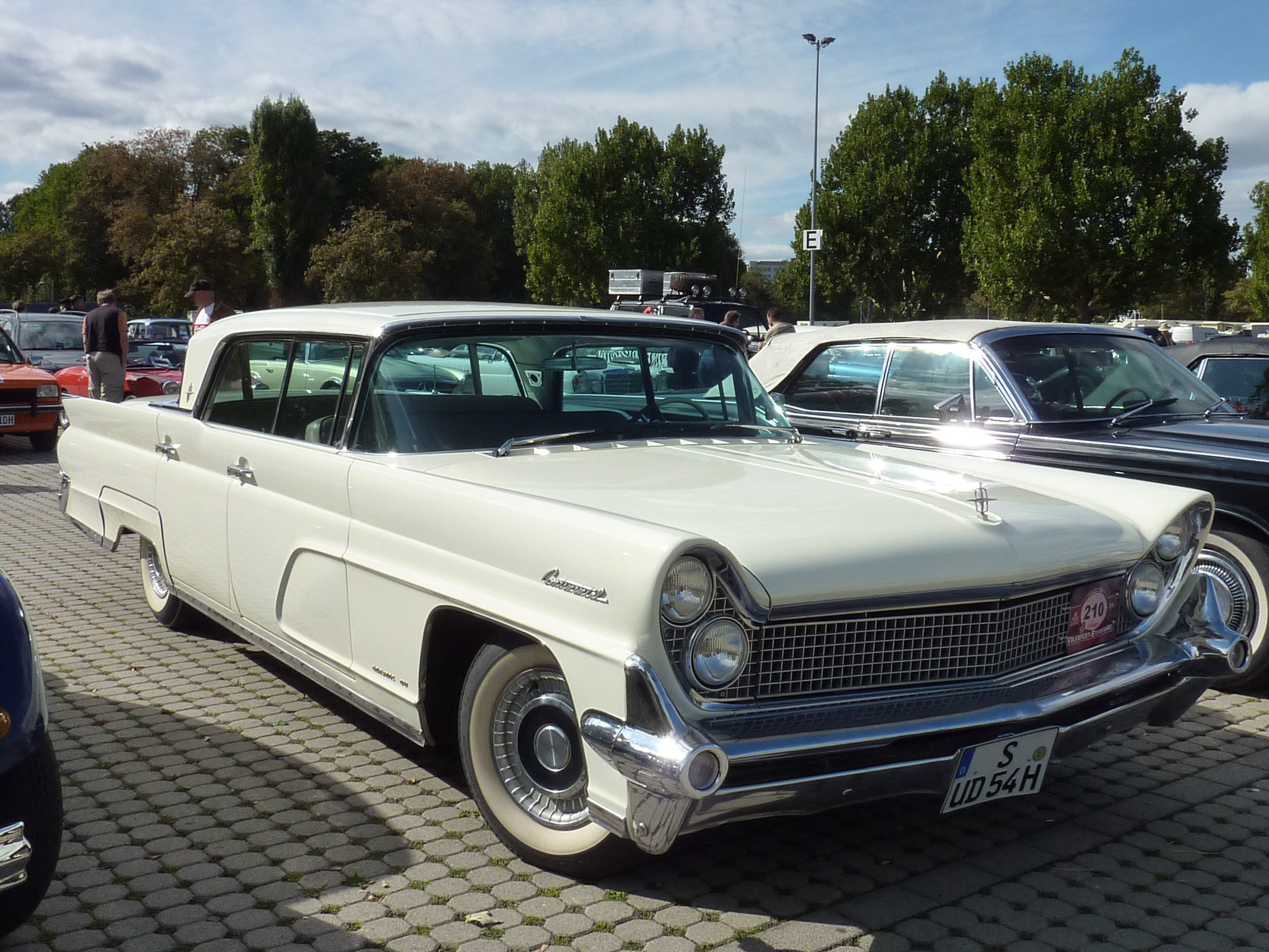
Continental Mark III 4 Door Sedan (1958)

Die Eigenständigkeit der Marke Continental endete bereits mit der Produktionseinstellung des Mark II im Sommer 1957. In den Modelljahren 1958 bis 1960 nutzte Ford jedoch die Marke für besonders hochwertig ausgestattete Versionen der zeitgenössischen Lincoln-Modelle. Sie erhielten die Bezeichnungen Continental Mark III (1958), Mark IV (1959) und Mark V (1960). Diese Modelle unterschieden sich von dem preiswerteren Lincoln Premiere allein durch den zusätzlichen Chromschmuck und die Gestaltung des Daches: Die Continental-Modelle hatten eine schräge, zum Fahrgastraum eingezogene Heckscheibe, die sich elektrisch versenken ließ (sogenanntes Breezeway window). Die Continental Mark III bis V verkauften sich in nur geringen Stückzahlen, einerseits wegen der 1958 in den USA einsetzenden Rezession, zum anderen weil ihr Design umstritten war. In den einzelnen Modelljahren entstanden 10.275 (Mark III, 1958), 7851 (Mark IV, 1959) und 11.056 (Mark V, 1960) Exemplare der Continental Mark.
In den Modelljahren 1961 bis 1968 gab es keinen Continental Mark.

### Continental Mark III (1968–1971)

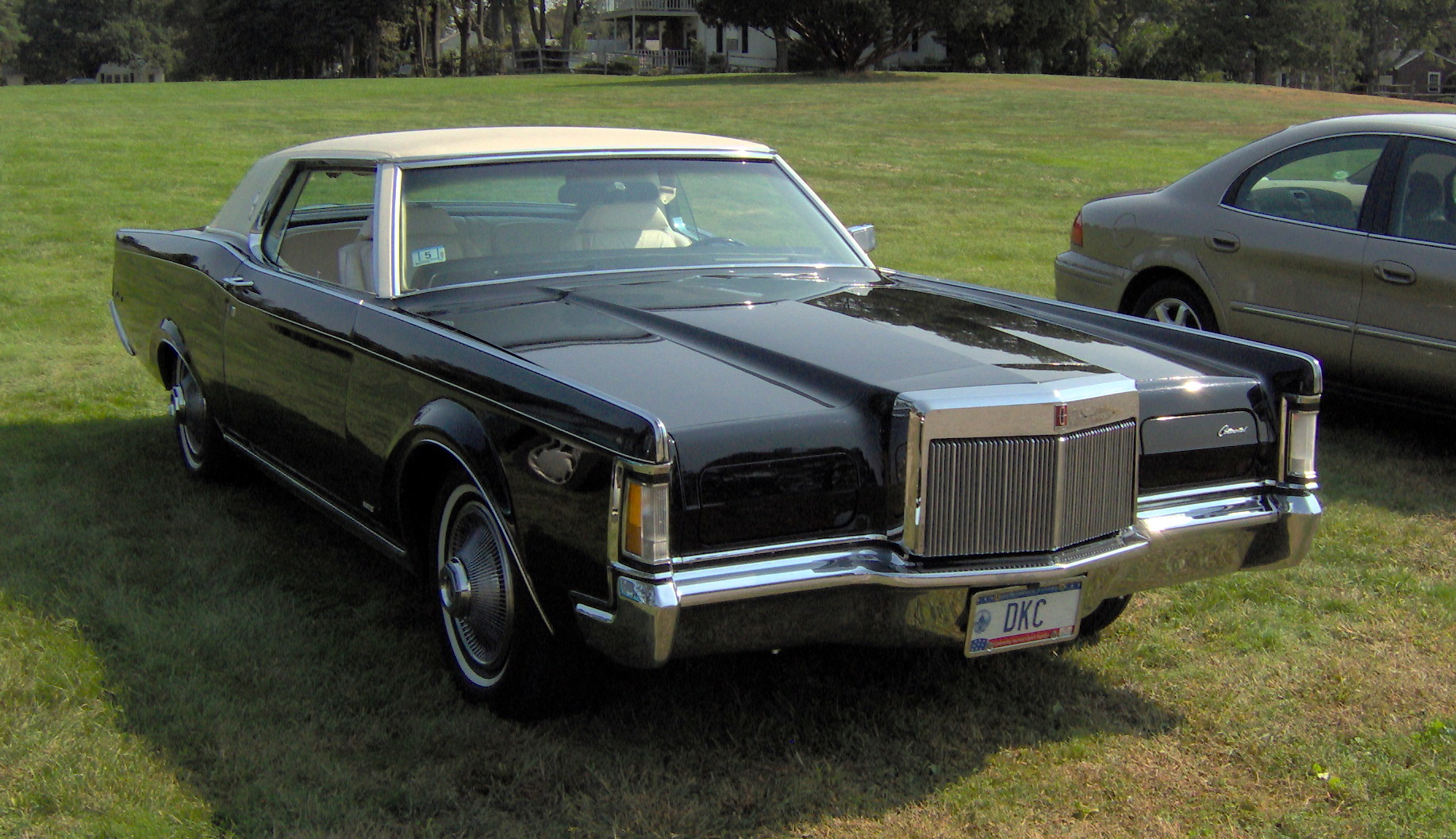
Beginn einer neuen Modellreihe: Continental Mark III von 1968

Im April 1968 reaktivierte Ford mit dem Continental Mark III die alte Bezeichnung, übersah bei der Nummerierung aber die Continental Mark III bis V der Jahre 1958 bis 1960, um den neuen Mark III als direkten Nachfolger des Mark II darzustellen. Henry Ford II war in diesem Zusammenhang der Ansicht, dass es die schweren, unattraktiven Modelle der späten 1950er Jahre nicht wert gewesen seien, den Namen Continental zu tragen.
Der Mark III konkurrierte direkt mit dem 1966 erschienenen neuen Cadillac Eldorado mit Frontantrieb. Das Design des Mark III war typisch Lincoln, vom Rolls-Royce-ähnlichen Kühlergrill bis zur angedeuteten Reserveradausbuchtung im Kofferraumdeckel; letzteres ein mit dem Mark II eingeführtes Designmerkmal, das jahrzehntelang alle Continental-Modelle trugen. Der Mark III zählte zu den ersten Autos mit ABS. Angetrieben wurde der Mark III von einem 7,5 Liter großen Achtzylindermotor (460 cui nach amerikanischem Maß). Bis Sommer 1971 entstanden vom Continental Mark III insgesamt rund 79.000 Exemplare.

### Continental Mark IV (1971–1976)

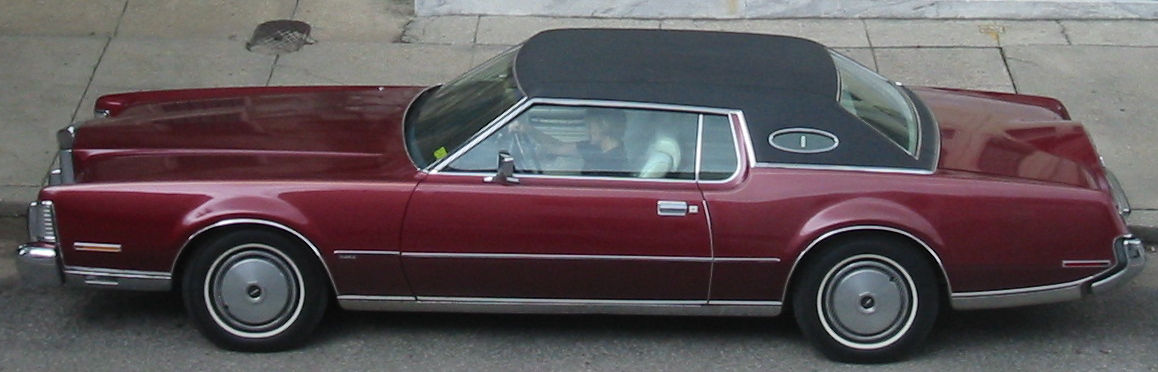
Trotz ausladender Abmessungen nur knapper Innenraum: Continental Mark IV

Für das Modelljahr 1972 lancierte Ford den Continental Mark IV. Die Gestaltungselemente des Mark III mit hohem, schmalem Kühlergrill, abgedeckten Scheinwerfern und Pseudo-Reserveradausbuchtung im Kofferraumdeckel auch beim Mark IV aufgenommen und weiterentwickelt; das Designschema „Long Hood Short Deck“ wurde hier so weit strapaziert, dass der Mark IV zwar deutlich länger und breiter war als sein Vorgänger, aber spürbar weniger Raum für die Passagiere und für das Gepäck bot. Der Mark IV teilte sich die Plattform mit dem gleichzeitigen Ford Thunderbird. Erstmals eingeführt wurde das sog. Opera Window, ein ovales Fenster in der C-Säule, das bis hin zum Mark VI ein besonderes Erkennungsmerkmal der Mark-Series blieb. Mit dem Modelljahr 1976 führte Lincoln für den Mark IV Sondermodelle ein, deren optische Gestaltung der Hand berühmter Modedesigner entstammte und die deshalb Designer Series genannt wurden; eine Marketing-Idee, an der Continental und Lincoln lange Jahre festhielt. 1976 gab es Versionen von Bill Blass, Cartier, Hubert de Givenchy und Emilio Pucci, die sich jeweils durch eigenständige Lackierungen und Innenausstattungen voneinander unterschieden. Die Modelle der Designer-Series waren 1.500 bis 2.000 $ teurer als die Standard-Marks. Der Mark IV wurde in fünf Jahren über 278.000 Mal gebaut.

### Continental Mark V (1977–1979)

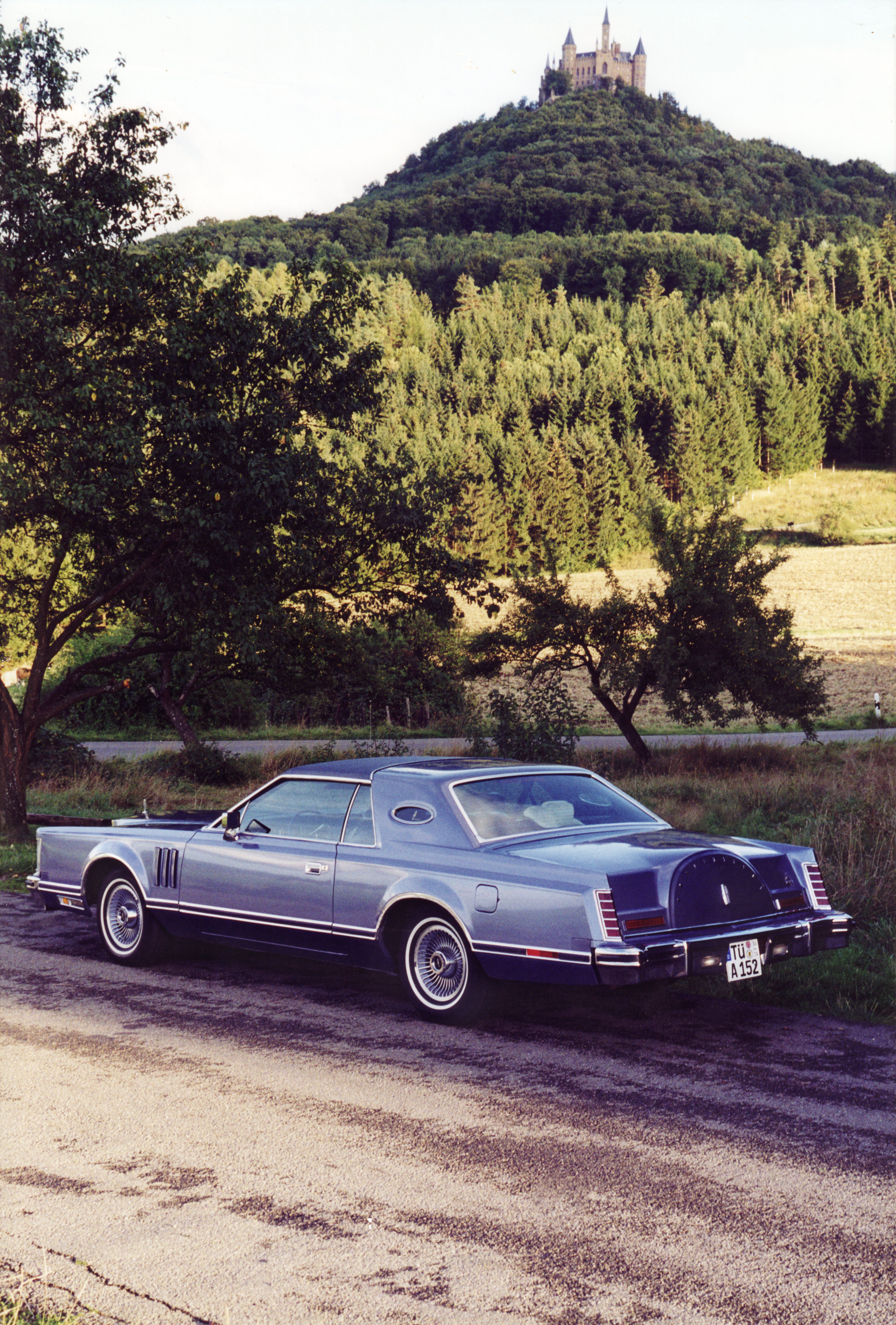
Continental Mark V Givenchy Edition (1979)

Zum Modelljahr 1977 erschien unter der Bezeichnung Continental Mark V eine Neuauflage des Prestigecoupés. Die Karosserie des Wagens war neu gestaltet worden; in technischer Hinsicht verwendete der Mark V allerdings weitestgehend die Komponenten seines Vorgängers. Der Rahmen blieb unverändert, damit wurde auch der Radstand ohne Modifikation übernommen. Obwohl die Länge des Fahrzeugs auf 5,85 m anwuchs, war der Mark V nahezu 250 kg leichter als sein Vorgänger. Zugleich wuchs das Platzangebot im Innenraum. Das Design war insgesamt aber etwas kantiger, insbesondere im Bereich der C-Säule. Das Dach wurde jetzt in der speziellen Form eines Landau-Roof ausgeführt. Serienmäßig wurde ein 6,6 Liter großer Achtzylindermotor mit 182 PS verwendet; 1977 und 1978 war (außer in Kalifornien) gegen Aufpreis in Höhe von 133 $ auch ein 7,5 Liter großes Triebwerk mit 211 PS lieferbar. Die Designer-Modelle Blass, Pucci, Givenchy und Cartier wurden, in geänderten Farbkombinationen, fortgeführt. 1978 brachte Ford zur Feier des 75. Konzern-Geburtstages einen Mark V Diamond Jubilee Edition heraus, der sich durch zwei zur Wahl stehende Sonderlackierungen und eine umfangreichere Luxusausstattung auszeichnete. 1979 ersetzte eine Collector´s Edition genannte Version das vorjährige Jubiläums-Sondermodell. Im Laufe von drei Jahren stellte Lincoln insgesamt nahezu 229.000 Exemplare des Mark V her.

### Continental Mark VI (1980–1983)

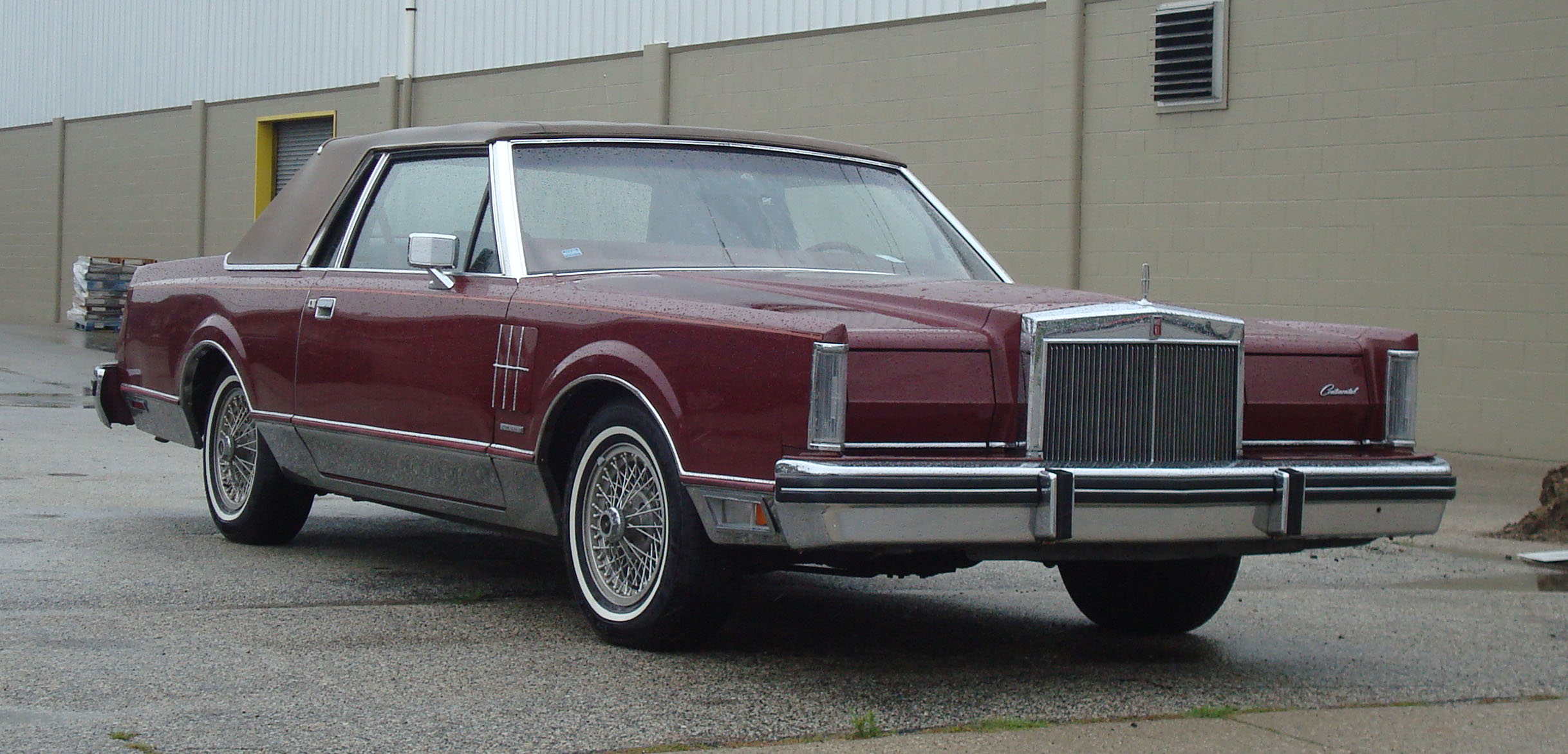
Continental Mark VI Coupé

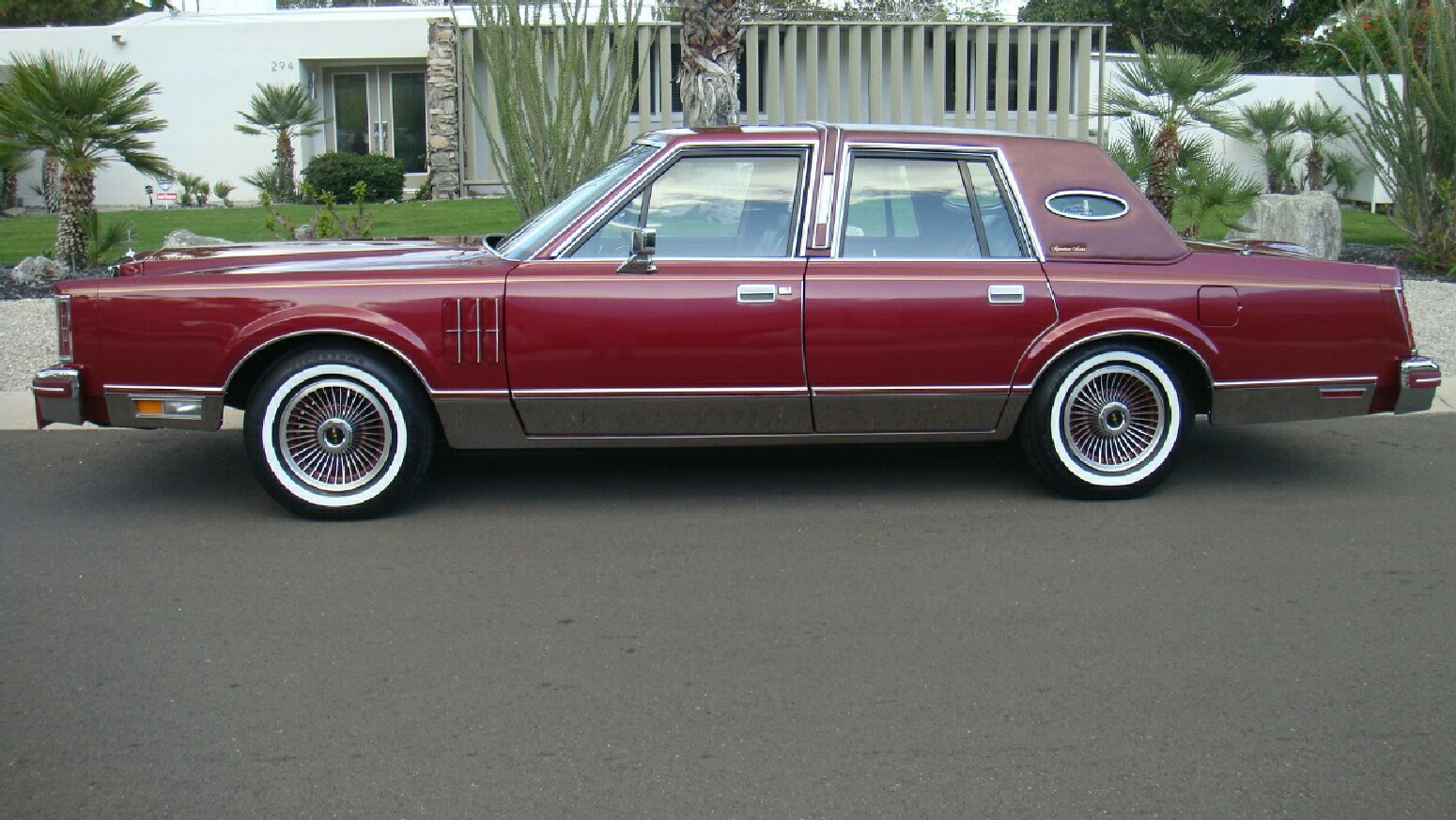
Nur in der Mark VI-Baureihe lieferbar: Die viertürige Limousine

Zum Modelljahr 1980 erschien mit dem Mark VI eine neue, in den Dimensionen deutlich reduzierte Ausgabe von Lincolns Spitzenmodell. Anders als die bisherigen Serien, war der Mark VI nicht nur als zweitüriges Coupé erhältlich, sondern auch als viertürige Limousine. Der Mark VI basierte anders als seine Vorgänger nicht auf dem Fahrgestell des Ford Thunderbird, sondern auf der Panther-Plattform des Ford-Konzerns, die 1978 mit den Modellen Ford LTD der dazugehörigen Mercury-Version eingeführt worden war. Dadurch wurde eine spürbare Verkleinerung erreicht: Gegenüber dem Vorgängermodell verkürzte sich die Länge um 450 mm; zugleich waren die neuen Modelle um bis zu 400 kg leichter. Auf der gleichen technischen Basis beruhte auch die neue Ausgabe des Lincoln Continental, die ebenfalls als Limousine und als Coupé erhältlich war und preislich unterhalb des Mark VI rangierte. Der Mark VI und der Lincoln Continental teilten nicht nur die Technik, sondern auch die meisten Karosserieteile. Äußerlich unterschieden sich der Mark VI und der Lincoln Continental sich vor allem durch die Gestaltung der Frontpartie; daneben gab es weitere, zumeist im Bereich der Kosmetik liegende Stylingunterschiede. Als Antriebsquelle verwendete der Mark VI Achtzylindermotoren mit Hubräumen von 4,9 oder 5,8 Litern zur Verfügung; das Leistungsangebot reichte von und 131 bis 142 PS. Ab dem Modelljahr 1981 entfiel der größere Motor; zugleich stieg die Leistung des 4,9 Liter großen Triebwerks auf 147 PS. Das Konzept der Sonder- und Designer-Editionen wurde auch beim Mark VI beibehalten.
Vom Continental Mark VI wurden in vier Jahren rund 134.000 Exemplare hergestellt, davon etwa 69.000 Viertürer.

### Lincoln Mark VII (1983–1992)

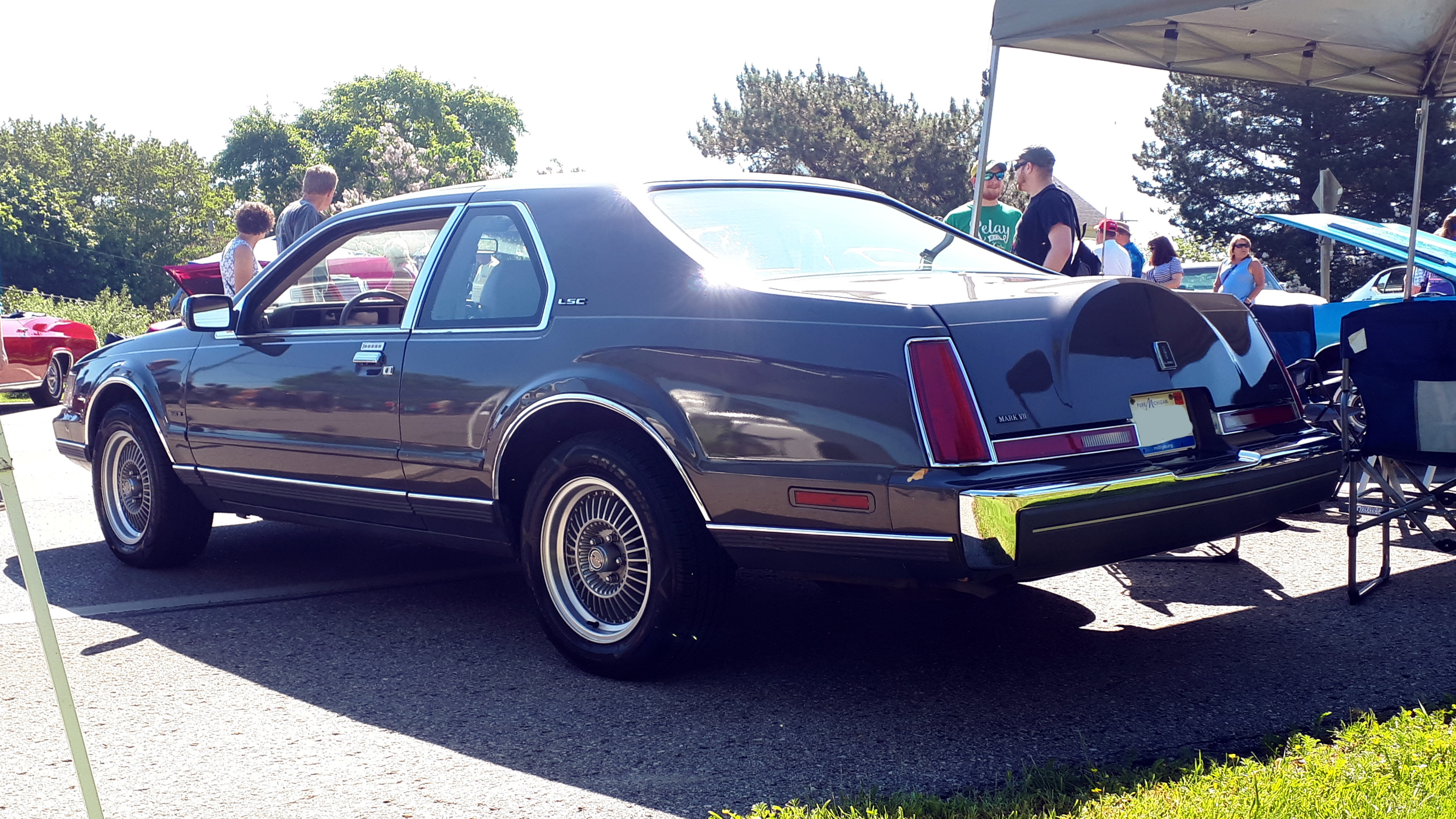
Heckansicht

#### Grundlagen
Zum Modelljahr 1984 präsentierte Ford einen komplett neuen Lincoln Mark VII (die Bezeichnung Continental entfiel ab dem Modelljahr 1986) auf der Fox-Plattform des 1977 eingeführten Ford Fairmont. Der beim Mark VI lieferbare Viertürer entfiel wieder, den Mark VII gab es ausschließlich als strömungsgünstig geformtes Coupé. Allerdings gab es unterhalb der (nunmehr) Towncar genannten Standard-Fahrzeuge ab 1982 eine kompakte Limousine namens Lincoln Continental, die sich die technische Basis mit dem Mark VII teilte. Stilistisch war der Mark VII wesentlich moderner als der Vorgänger. Das Design trug erkennbar europäische Züge und brach deutlich mit den Gestaltungskonzepten seiner Vorgänger. Das Profil erinnerte an den BMW E24. Typische Lincoln-Merkmale wie der kantige Kühlergrill und die simulierte Reserveradverkleidung im Kofferraumdeckel blieben aber erhalten. Abmessungen und Gewicht gingen weiter zurück.
Der Mark VII wies einige technische Neuerungen auf, die erstmals bei Autos amerikanischer Produktion erschienen. Dazu gehörten ein Vier-Phasen-ABS, das zunächst optional lieferbar war, ab 1986 dann zum Serienumfang gehörte, sowie versiegelte Breitbandscheinwerfer. Das Armaturenbrett war rein digital gestaltet; grüne LCD-Anzeigen informierten über Geschwindigkeit (in mph und km/h), Drehzahl und einige weitere Details.
Antriebsseitig waren anfänglich zwei, später nur noch ein Triebwerk lieferbar:
- Basistriebwerk ein 142 PS starker 4,9-Liter-V8 mit Viergangautomatik. Seine Leistung wurde im Laufe der Jahre sukzessive spürbar erhöht.
- Ohne Aufpreis gab es in einigen Jahren auf Wunsch einen 2,4-Liter-Turbodiesel, den BMW zulieferte. Das Triebwerk wurde nur selten gewählt; der amerikanische Consumer Guide führt das vor allem darauf zurück, dass die problematischen Diesel-Motoren von General Motors den Ruf des Diesel in den USA nachhaltig beeinträchtigt hätten.

#### Entwicklungsgeschichte
Der Verkauf des Mark VII begann mit vier Ausstattungslinien: Basis, Versace Designer Series, Bill Blass Designer Series und LSC. Der LSC (Luxury Sports Coupe) war eine Ausführung mit sportlicher Aufmachung.
1985 erhielt der LSC eine auf 183 PS leistungsgesteigerte Version des V8.
Ab 1986 war bei allen Modellen ABS serienmäßig. Die Leistung des 4,9-Liters im LSC wurde auf 203 PS erhöht, in den übrigen Modellen kam er jetzt auf 152 PS. Der Turbodiesel entfiel.
1988 entfiel das Basis-Coupé, im Programm verblieben der LSC, jetzt mit 228 PS, und die Bill Blass Designer-Edition.
1990 wurde der Kühlergrill geändert; 1991/92 gab es den LSC auch mit Special Edition-Paket, das Sonderfarben und BBS-Felgen umfasste.
Im Sommer 1992 endete die Herstellung des Lincoln Mark VII nach 190.000 gebauten Exemplaren.
Eine ganze Reihe von Mark VII-Fahrzeugen fand ihren Weg nach Europa, vor allem durch den Luxemburger Betrieb Euro Cars, der in den 1980er und 1990er Jahren Europas größter Importeur für amerikanische Ford-Modelle war.

### Lincoln Mark VIII (1992–1998)
Im Herbst 1992 debütierte mit dem Lincoln Mark VIII der vorerst letzte Vertreter der Mark-Serie. Das neue Modell erhielt eine eigene Variante der Personal-Luxury-Plattform MN12, genannt FN10 für Full-Sized North American Project #10. Er war mit seiner flachen Front noch mehr auf gute Aerodynamik ausgelegt als der Vorgänger. Noch immer befand sich im Kofferraumdeckel die angedeutete Reserveradausbuchtung. Im Programm stand nur ein einziges Modell ohne Zusatzbezeichnung, angetrieben von einem 4,6-Liter-V8 (dem sogenannten modular-V8) mit 209 kW (280 PS) und Viergangautomatik.
1994 ergänzte eine Memory-Funktion für die elektrisch verstellbaren Sitze und Spiegel die Serienausstattung.
Im Frühjahr 1995 erschien, auf 5000 Stück limitiert, eine Neuauflage des LSC mit Sonderfelgen, Xenonscheinwerfern und 216 kW (290 PS) starker Version des 4,6-Liter-V8. In den Modelljahren 1997 und 1998 ergänzte der LSC als reguläres Serienmodell das Basis-Coupé.
1997 erfuhr der Mark VIII ein leichtes Facelift mit geänderter Frontpartie, jetzt serienmäßigen Xenonscheinwerfern und diversen kleineren Änderungen an der Ausstattung.

Im Sommer 1998 endete die Produktion des Mark VIII nach 122.000 Exemplaren.

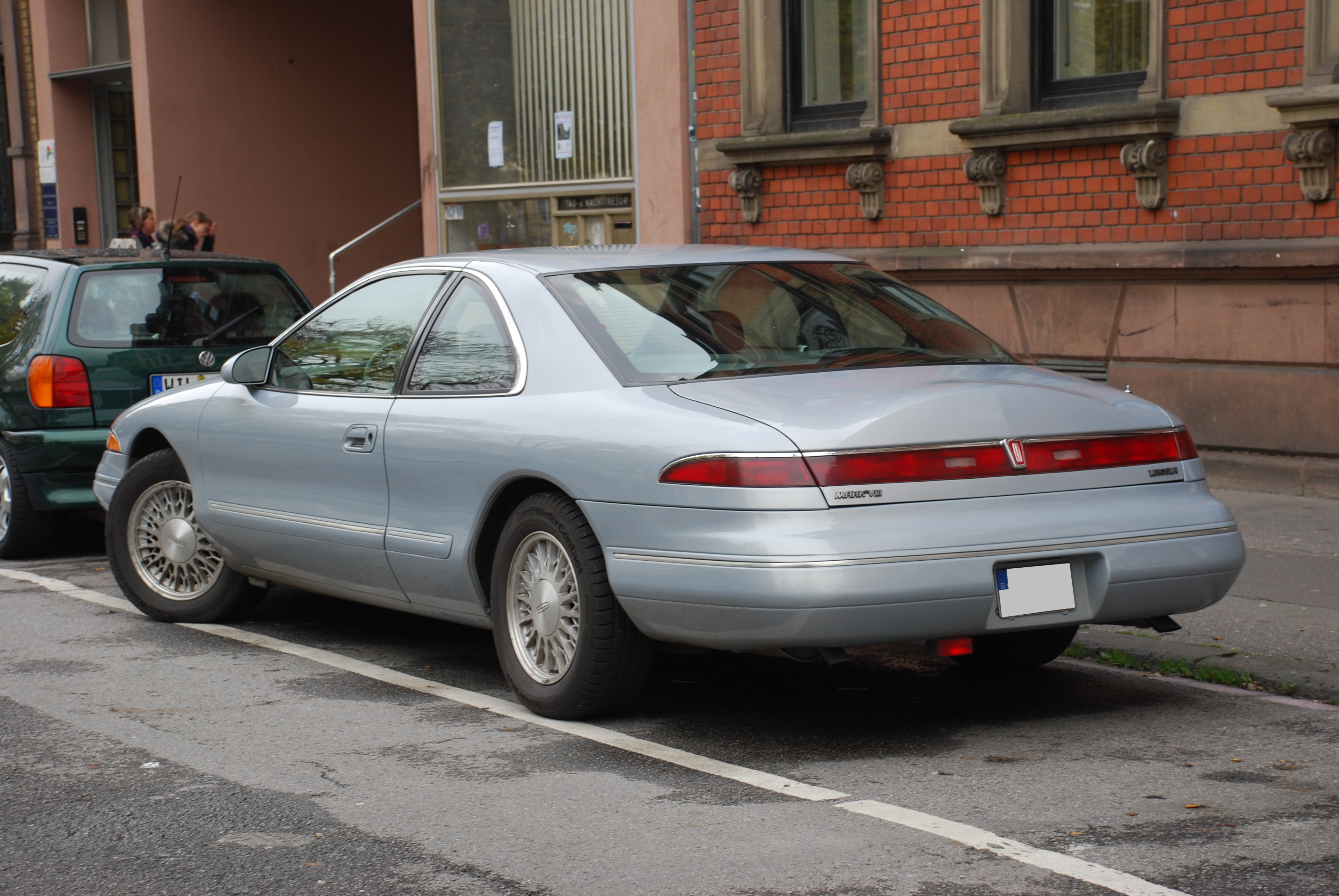
Heckansicht
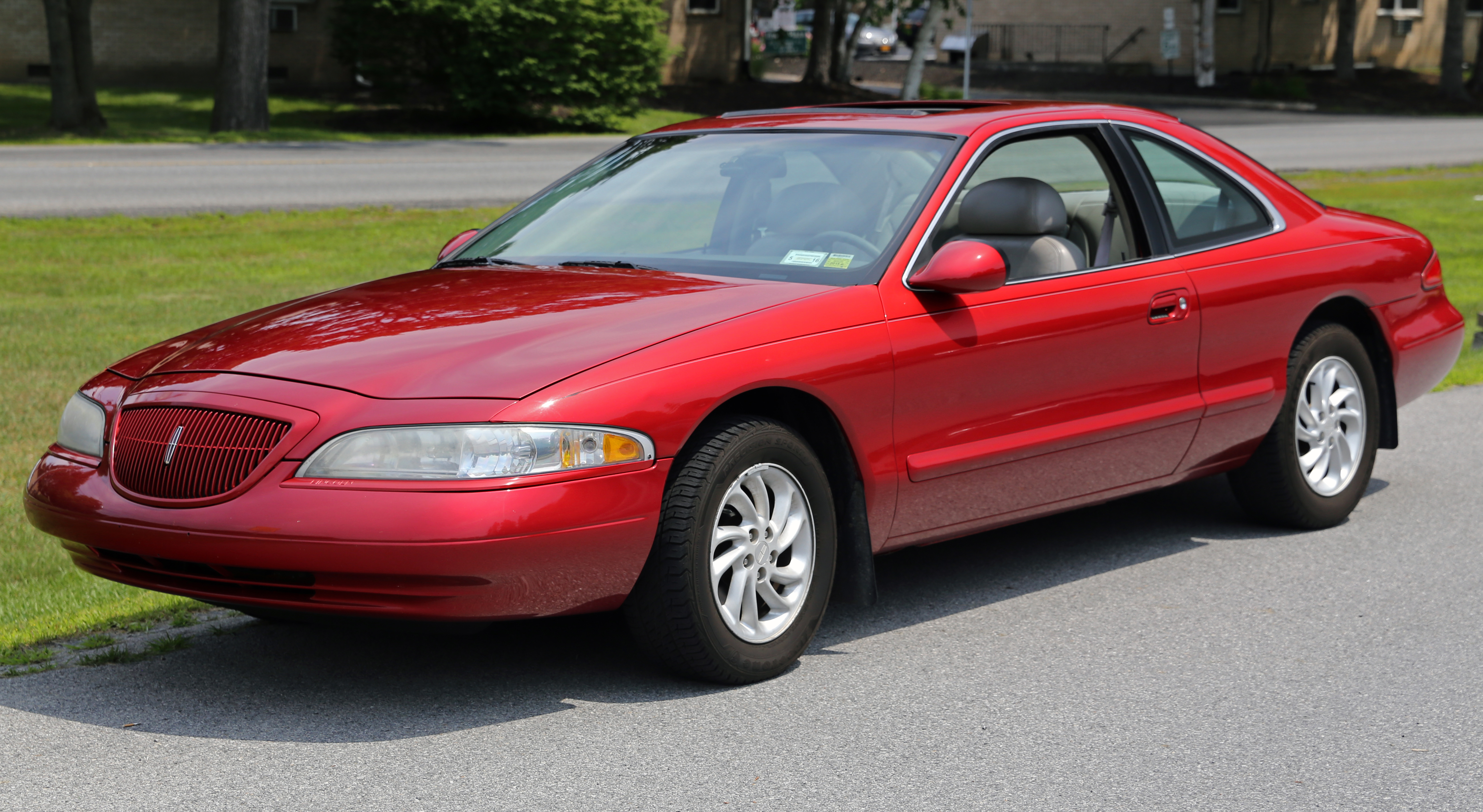
Facelift
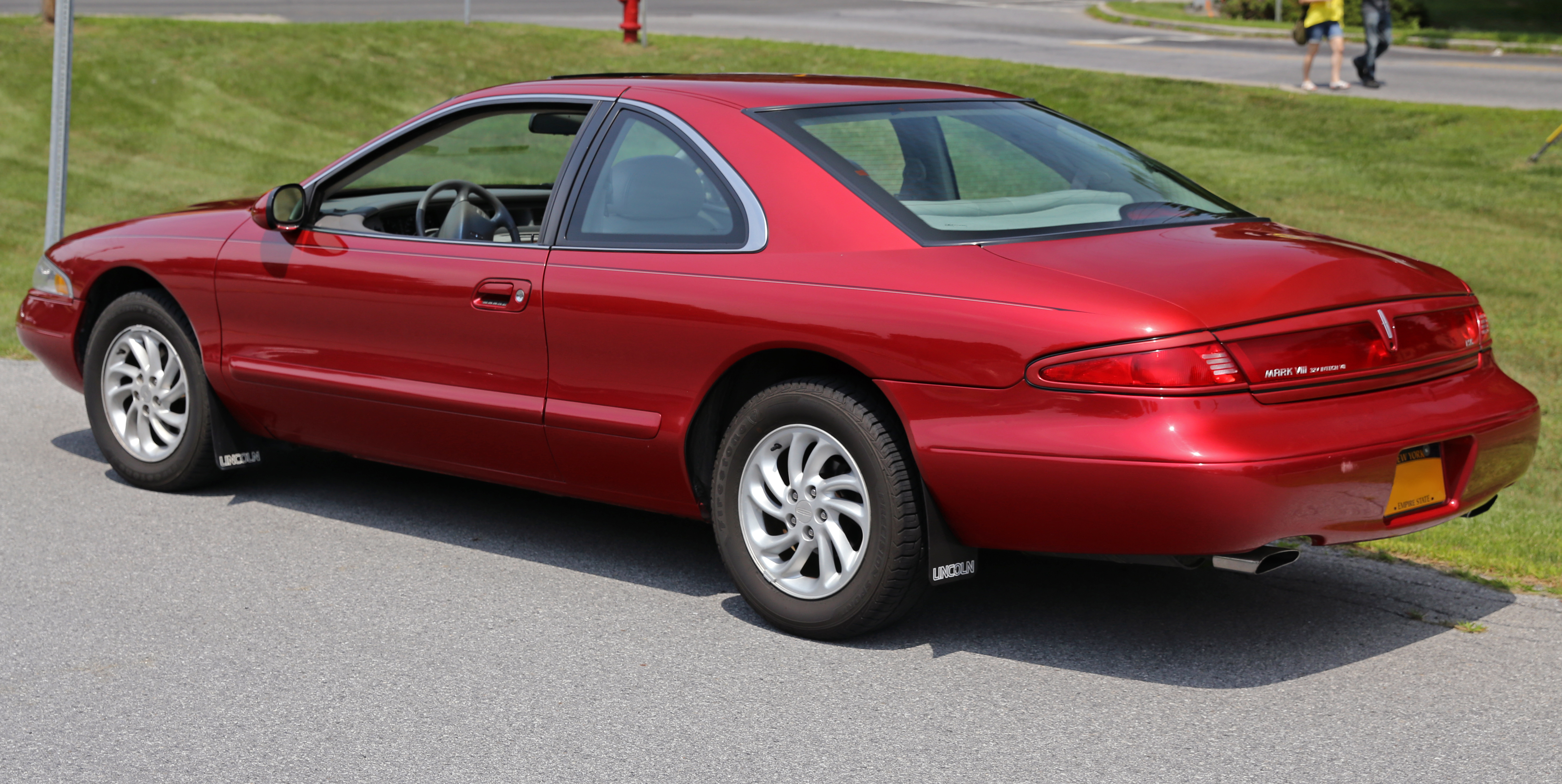
Heckansicht

### Konzeptfahrzeuge

#### Lincoln MK9

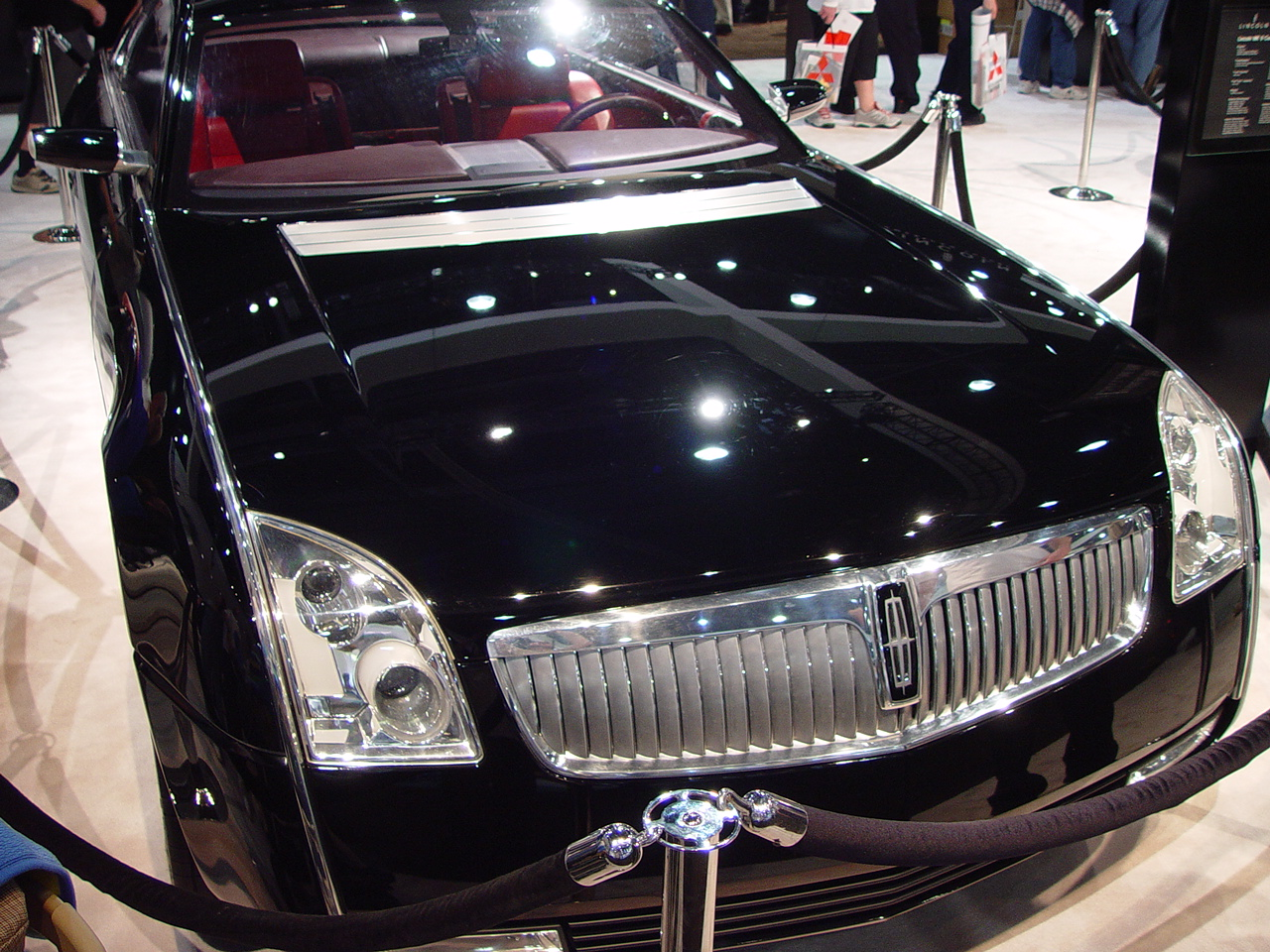
Lincoln MK9 Konzeptfahrzeug

2001 wurde ein Konzeptfahrzeug mit dem Namen Lincoln MK9 vorgestellt. Das Fahrzeug verfügte über den für Lincoln typischen Wasserfall-Kühlergrill mit dem Lincoln-Emblem in der Mitte. Zwei Chromakzente oben auf der linken und rechten Fahrzeugseite ziehen sich über die gesamte Länge des Fahrzeugs. Des Weiteren gab es verchromte Lüftungsschlitze an den vorderen Kotflügeln.

Der Innenraum war mit lackiertem Holz und Leder ausgekleidet. Für den Fußboden wurde dunkles Kirschholz verwendet, für den Dachhimmel weißes Leder. Die Sitze sind den „Eames Lounge Chair“ aus den 1950er-Jahren nachempfunden und mit rotem Leder ausgekleidet.

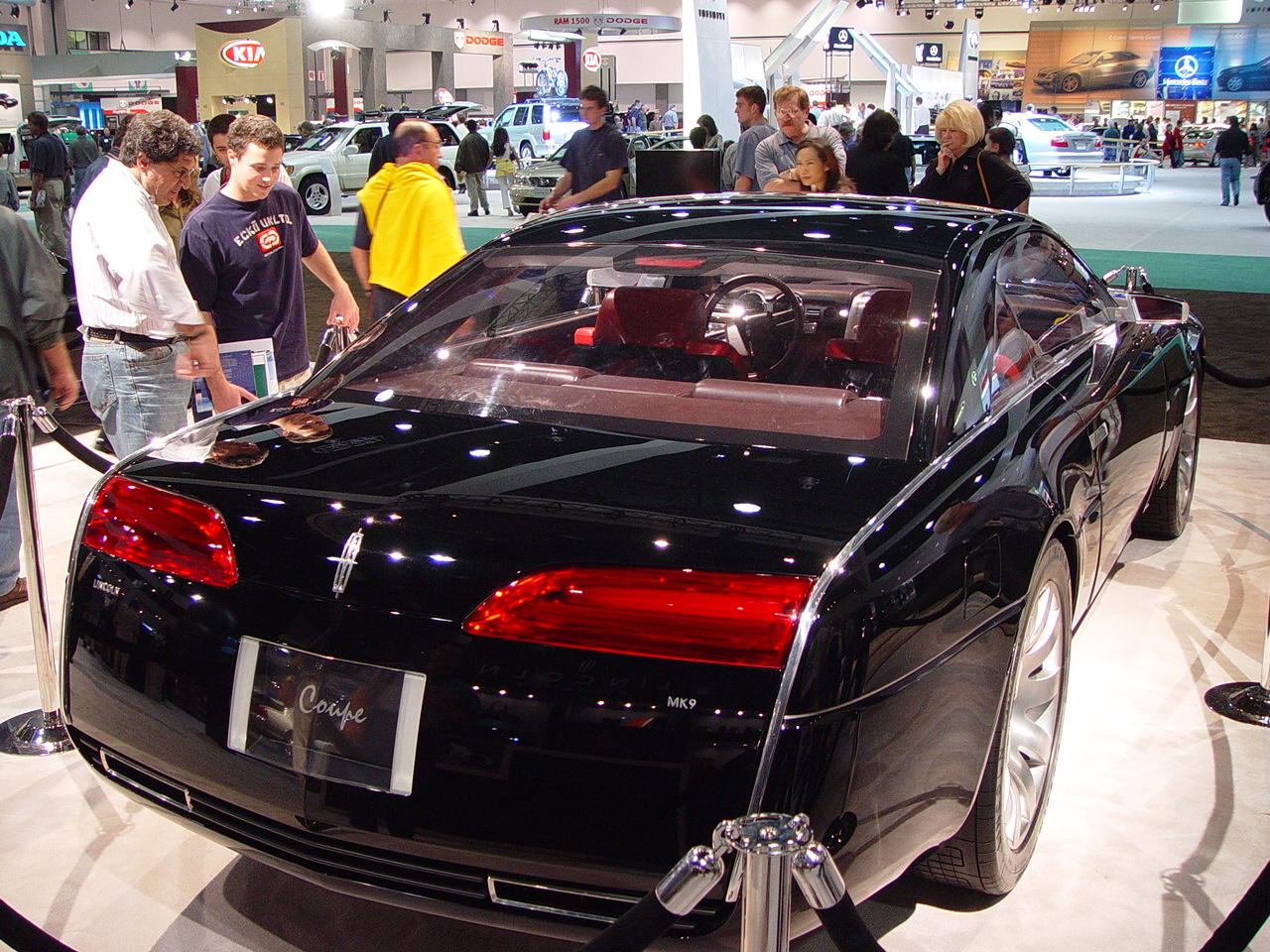
Heckansicht
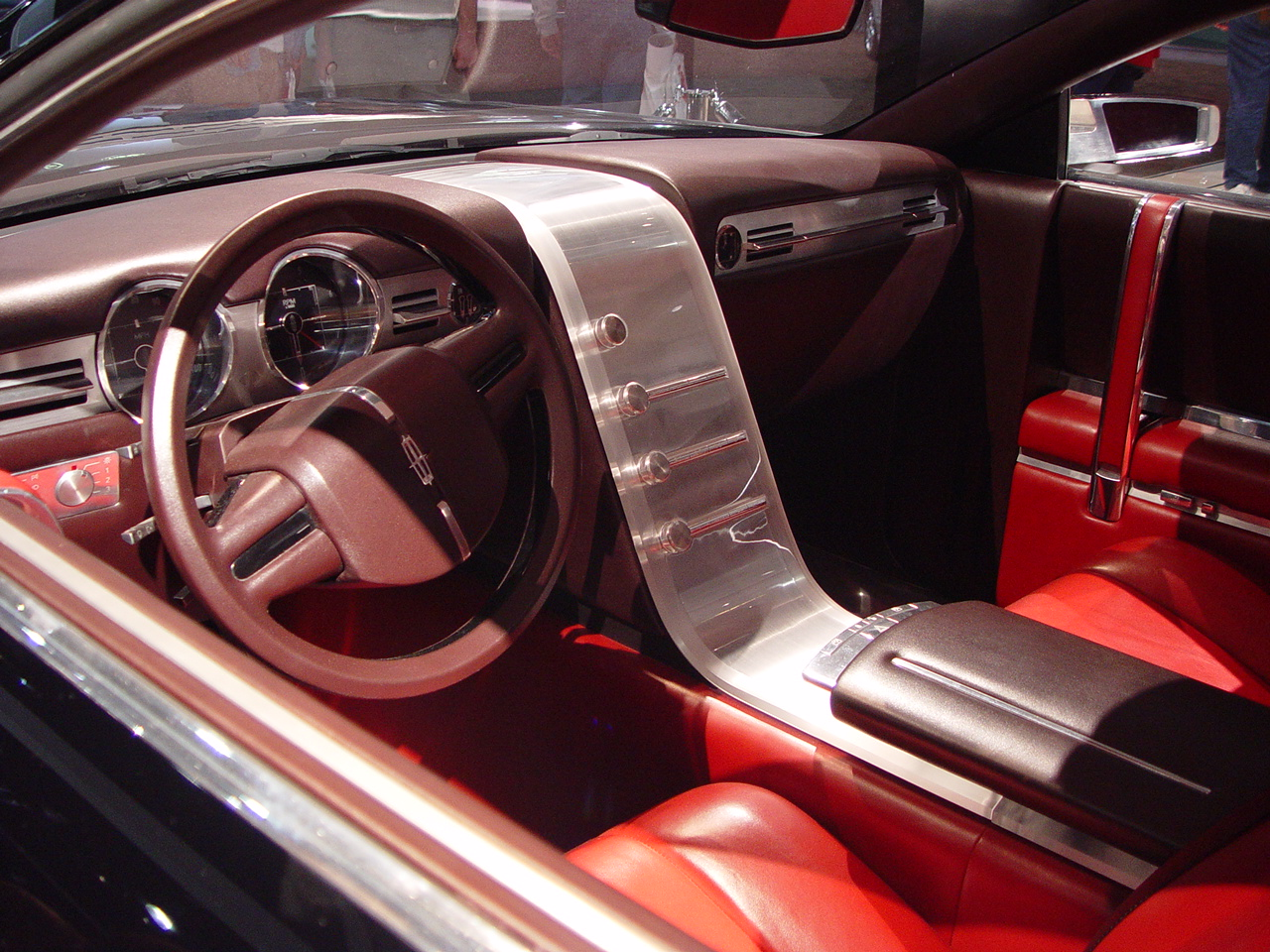
Innenraum

#### Lincoln Mark X
2004 wurde das Konzeptfahrzeug Lincoln Mark X (nun wieder ausgeschrieben) vorgestellt. Es basierte auf dem Ford Thunderbird, hatte jedoch ein eigenständiges, Lincoln-typisches Design. Außerdem hatte das Konzept im Gegensatz zum Thunderbird ein elektrisch klappbares Hardtop. Das Mark-X-Konzept war 4,70 Meter lang, hatte 21-Zoll-Leichtmetallräder aus Chrom und sollte von einem 3,9-Liter-V8 mit 283 PS (209 kW) angetrieben werden.